# 比利亚尔瓦德洛斯瓦罗斯
比利亚尔瓦德洛斯瓦罗斯，是西班牙埃斯特雷马杜拉巴达霍斯省的一个市镇。总面积91平方公里，总人口1672人（2001年），人口密度18人/平方公里。